# Hassan Bechara
Hassan Bechara (n. 17 martie 1945, Beirut, Liban – d. 24 iulie 2017, Beirut, Liban) a fost un luptător ce a reprezentat Liban, medaliat olimpic. A participat la 3 ediții ale Jocurilor Olimpice (1968, 1972, 1980) în care a câștigat o medalie de bronz.